# Кесслер, Тодд
Тодд А. Кесслер (англ. Todd A. Kessler; род. 1972) — американский сценарист, драматург, продюсер телевидения и режиссёр.

## Карьера
Кесслер был сценаристом и продюсером второго и третьего сезонов сериала канала HBO «Клан Сопрано», «Убойного отдела» Майкла Манна и первого сезона сериала канала NBC «Провиденс». Кесслер начал свою карьеру как драматург работая с Дэвидом Рэйбом, перейдя на кино и телевидение, когда Спайк Ли нанял его как сценариста.
Он является сосоздателем и основным сценаристом драматического сериала канала FX, лауреата премии «Золотой глобус», «Схватка», вместе со своим старшим братом, Гленном Кесслером, и Дэниелом Зелманом. У него также была небольшая роль в «Схватке».
Их новым сериалом стал «Родословная», который вышел в 2015 году, с Кайлом Чендлером в главной роли.

## Образование
Окончив школу Крэнбрук Кингсвуд, Кесслер окончил с magna cum laude Гарвардский университет со степенью по драматической литературе и драматургии, и дважды был приглашённым артистом в Гарварде, проводя семинары по написанию сценариев.

## Награды и номинации
Кесслер был номинирован на несколько премий «Эмми». Тодд А. Кесслер, Гленн Кесслер и Дэниел Зелман были номинированы на премию «Эмми» за лучший сценарий драматического сериала за их работу над пилотным эпизодом «Схватки», «Вызовите мне адвоката».
Кесслер был номинирован на пять премий «Эмми» и три «Золотых глобуса».